# Edificio de Coltabaco
El Edificio El Puente, más conocido como Edificio de Coltabaco, y actualmente denominado IUIPC Sede Coltabaco es un edificio ubicado en el centro histórico de Santiago de Cali. Fue declarado Bien de Interés Cultural de Tipo 1 y Tipo 2 en 1969, y Patrimonio Urbano Arquitectónico en 1993. Se encuentra cerca del teatro Jorge Isaacs, la iglesia La Ermita, el parque de los Poetas, el puente Ortiz y el bulevar del Río. Este edificio patrimonial remodelado entre el año 2023 y 2024 fue cedido en comodato a la Institución Universitaria de las Artes y las Culturas Populares IUIPC (antiguo IPC . Instituto Popular de Cultura . Sede Porvenir) y contara con modernas aulas dotadas de equipos y materiales para el uso de la Escuela de Artes Plásticas y Fotografía Artística, así mismo estarán el Centro de Documentación IUIPC, Pinacoteca con exhibiciones permanentes de la colección y acervo artístico del IPC, Biblioteca especializada, Sala de Exhibiciones. También se trasladará la antigua sede del IPC San Fernando con toda su área personal administrativa, jurídica y financiera.

## Historia

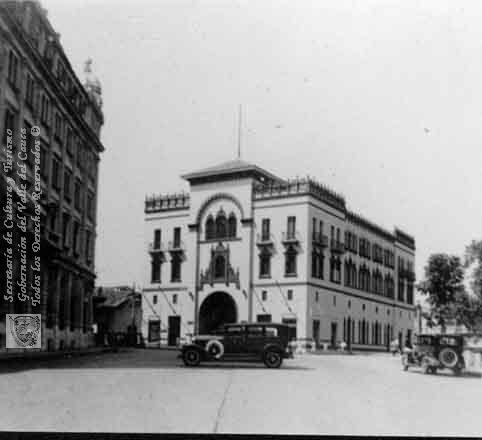
El edificio en 1930, antes de la construcción de la cuarta planta.

El edificio fue diseñado por el arquitecto Guillermo Garrido. Comenzó su construcción en 1934 y sería finalizado dos años más tarde, en 1936, durante la celebración de los 400 años de fundación de la ciudad. Originalmente se construyeron tres pisos y una torre central. En 1950 se construyó la cuarta planta, que modificó las proporciones del edificio, pero mantuvo la decoración.
La Compañía Colombiana de Tabaco S.A. (Coltabaco), quien construyó el edificio, mantuvo una de sus sedes regionales en él hasta 1991, cuando entró en una crisis que no terminaría hasta ser adquirida por Philip Morris en 2005. El edificio continuó siendo propiedad de Coltabaco hasta 2001, cuando se dividen de aquella las empresas no dedicadas a la producción de tabaco, y pasa a ser propiedad de Celsia. Era administrado desde 1991 por una inmobiliaria que lo alquilaba para oficinas particulares.
El 15 de marzo de 2016, en un acto protocolario con presencia del alcalde de Cali Maurice Armitage, se realizó la donación al municipio del edificio valorado en 4100 millones de pesos, y que desde entonces, pasa a ser propiedad del Distrito de Santiago de Cali. 
En 2021 se destina al edificio como nueva sede del Instituto Popular de Cultura. Para ello, se inicia en septiembre de 2022 un proceso de renovación con un presupuesto de 15mil millones de pesos, manteniendo su identidad arquitectónica pero adecuando sus interiores para fines educativos y culturales. La primera fase de la renovación se inaugura en diciembre de 2023 y finalmente se entrega el 30 de septiembre de 2024. como centro de eventos principal para EL COP 16.

## Estilo

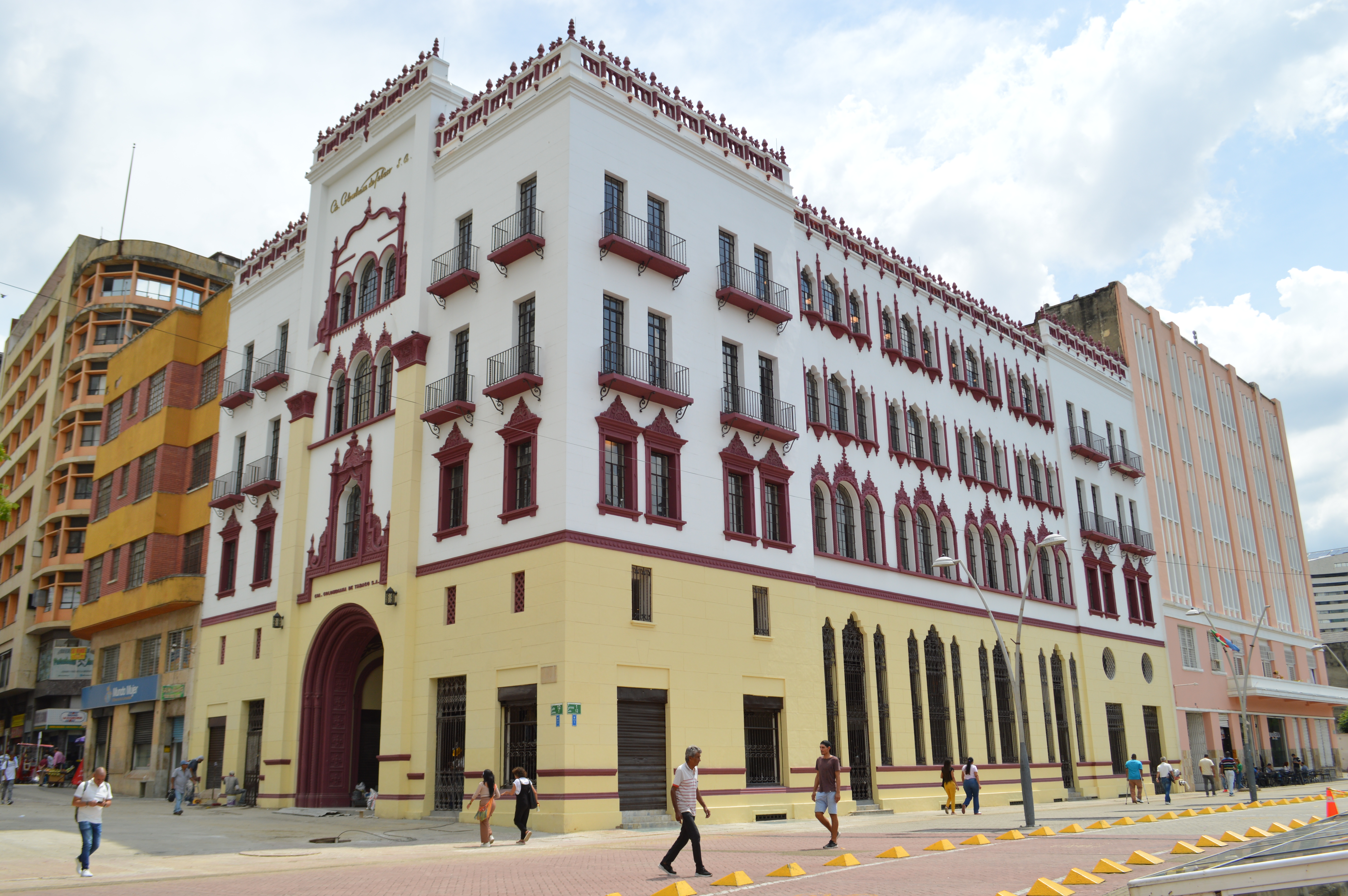
panoramica 1 oct 2024

Coltabaco se unió a la celebración de los 400 años de la fundación de la ciudad por medio de la construcción del edificio. El arquitecto Guillermo Garrido fue el encargado del diseño, que hace alusión al pasado español y para el cual se le imprimió al edificio un estilo renacentista español de línea sevillana con influencia árabe de corte mudéjar.
La estructura del edificio está compuesta por hormigón reforzado y tabiques de ladrillo aligerado, tecnología de punta en el momento de la construcción del inmueble.se realizó un trabajo de restauración en todos los bienes muebles del edificio, Con un trabajo ornamental en yeso, cemento y madera que aún se conserva en excelentes condiciones, además de lámparas tipo araña con ramilletes de bombilla, un reloj mecánico en bronce tallado, un ascensor Otis y todas las placas en bronce y todas las rejas restauradas, algunas de ellas reinstaladas en las aulas de los pisos 2 y 3, la restauación y conservación de los pisos originales que complementan el valor patrimonial del edificio.
En octubre de 2024 el edificio nuevamente abre sus puertas después de restauración. Donde se conserva toda la arquitectura y la parte estructural fue reforzada en su totalidad.